# أولاد الشرقي (فزنا)
أولاد الشرقي هو دُوَّار يقع بجماعة فزنا، إقليم الرشيدية، جهة درعة تافيلالت في المملكة المغربية. ينتمي الدوّار لمشيخة فزنا التي تضم 5 دواوير. يقدر عدد سكانه بـ 642 نسمة حسب الإحصاء الرسمي للسكان والسكنى لسنة 2004.

## روابط خارجية
- البوابة الوطنية للجماعات الترابية
- المندوبية السامية للتخطيط